# 穿天石
穿天石，是汉江石的一种，多为白色的石英石。简单点说，也称穿心石，就是石头上窟眼的石头，多产于中国大陆汉江襄阳段。

## 得名由來
穿天石之所以得名，引起人们的喜欢并收集，是因为穿天石被赋予了浓厚的文化内涵。据西汉刘向《列仙传》记载，公元前977年，昭王在攻打楚国时，不幸被汉水溺死，他的二侍女夹拥着昭王一起跳江而亡。
古襄阳的善男信女们为纪念此事，每年的正月二十一日这一天倾城而出，迎着和煦的春风，云集万山脚下，沿着汉江边而下寻找带孔的小石头，用细绳系上，或自己佩戴，或赠送亲朋好友，以避邪或传情达意。久而久之这项活动就一步步的演变为了穿天节。
穿天石在汉江襄阳段比较多，是因为其特殊的地理位置造就的。汉江襄阳段位于汉水中段，石英、方解石成分的石头经过汉水上游1000多公里的冲刷，部分杂质被溶解或冲掉，就形成了许多带孔的石子，也就穿天石。穿天石形成后，到下游后被细沙淹埋后，汉水下游穿天石就很少。